# Broksaterol
Broksaterol je beta-adrenergički agonist.